# UZ Водолея
UZ Водолея (лат. UZ Aquarii) — одиночная переменная звезда в созвездии Водолея на расстоянии (вычисленном из значения параллакса) приблизительно 31300 световых лет (около 9597 парсеков) от Солнца. Видимая звёздная величина звезды — от +14,1m до +12,9m.

## Характеристики
UZ Водолея — оранжевая пульсирующая полуправильная переменная звезда типа SRB (SRB) спектрального класса K. Эффективная температура — около 4082 К.